# Papilio alexanor
Papilio alexanor är en fjärilsart som beskrevs av Eugen Johann Christoph Esper 1800. Papilio alexanor ingår i släktet Papilio och familjen riddarfjärilar. Inga underarter finns listade i Catalogue of Life.

## Bildgalleri

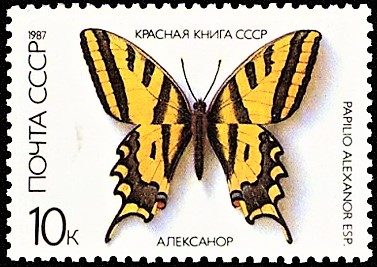
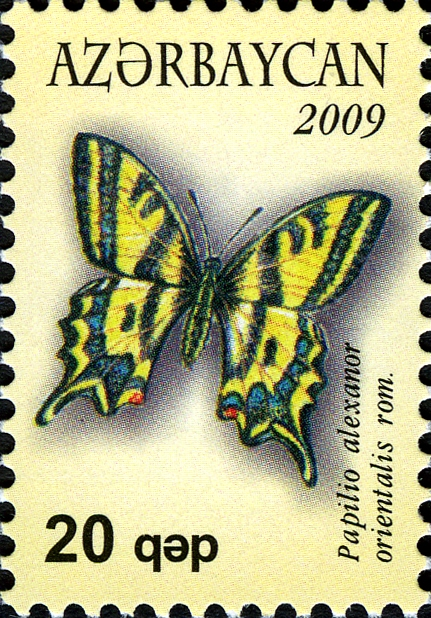
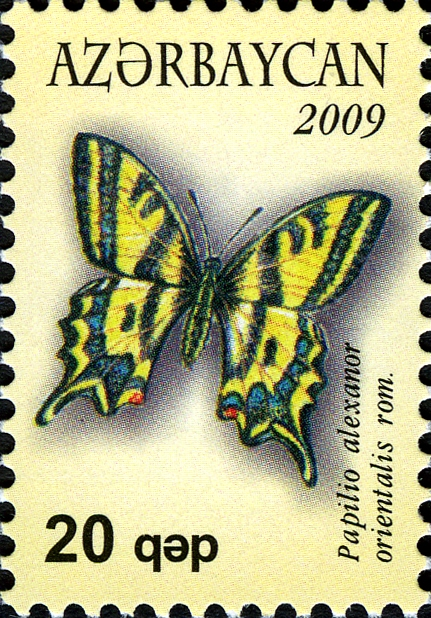